# Jan Antoni Luchini
Jan Antoni Luchini (ur. 1675 w Krakowie, zm. 7 kwietnia 1750 tamże) – polski prawnik, profesor i sześciokrotny rektor Akademii Krakowskiej.

## Życiorys
Rektorem krakowskiej uczelni został po raz pierwszy w roku 1724 zastępując na stanowisku Marcina Waleszyńskiego, urząd sprawował do 1725. Ponownie był jeszcze rektorem w latach 1727–1728, 1735–1737, 1738–1740, 1741–1743 oraz 1746–1747.